# T.V.U.M.D.B./Mio cuggino
T.V.U.M.D.B./Mio cuggino è un singolo del gruppo rock demenziale Elio e le Storie Tese, secondo singolo estratto dall'album Eat the Phikis del 1996. Questo singolo fu pubblicato solo a scopo promozionale.

## Descrizione
La copertina del CD presenta un mix fra i vari volti dei membri del gruppo.
Mio Cuggino fu una composizione a sei mani tra Rocco Tanica, Faso ed Elio, con qualche piccolo aiuto di Feiez, uno dei pochissimi brani nel quale è accreditato come coautore. Il testo fu scritto dai soli Elio e Faso. Si tratta di uno dei brani più popolari del gruppo, che prende ispirazione dalle leggende metropolitane tipiche del Sud Italia, nelle quali il protagonista di determinate avventure o soprattutto disavventure (dalle quali ne esce comunque vittorioso) è di solito un proprio parente, ad esempio (e soprattutto) un cugino. Il titolo presenta due "G" al posto di una per via del riferimento al Centro e Sud Italia dove è tipico raddoppiare alcune consonanti in diverse parole, come ad esempio "Cugino" che diventa "Cuggino". Elio infatti, nelle strofe, canta con un singolare accento centro-meridionale, riconducibile sia a quello campano (principale ispirazione della canzone) che a quello abruzzese (probabilmente per via delle origini della famiglia del cantante).
T.V.U.M.D.B. invece è una composizione di Rocco Tanica al quale contribuirono Elio e Feiez. Anche qui si tratta di uno de pochi casi in cui quest'ultimo è accreditato come coautore. Elio ha confessato di essere molto legato a questo brano, poiché "Feiez era nel massimo del suo splendore". Al contrario Cesareo, pur ricordando sempre con immenso affetto il compagno, ha detto di non aver mai amato questo brano.

## Tracce

### T.V.U.M.D.B.
Nel gergo giovanile T.V.U.M.D.B. è l'acronimo di «Ti voglio un mondo di bene».
Al brano collabora anche Giorgia come voce femminile.
La musica cita lo stile del gruppo statunitense degli Earth, Wind & Fire, in particolare After the Love Has Gone, e fu composta principalmente da Rocco Tanica con aiuti da Elio e Feiez. L'assolo di sassofono quest'ultimo fu riutilizzato come introduzione del successivo Craccracriccrecr; l'apertura del brano cita Primary dei Cure e presenta dei campionamenti già utilizzati in Buono come il pane di Adriano Celentano.
Nel pezzo sono citati anche E poi della stessa Giorgia nonché Maurice White («soldande che shcrive bbiango, come gli Earth, Wind & Fire»). Prima del ritornello viene citato il Carosello della Pasta del Capitano del dottor Ciccarelli, in cui Carlo Dapporto sul finale esclama "e tutto d'un tratto il coro" per introdurre appunto il coretto del famosissimo jingle del noto dentifricio. "Olfa il gas nervino del santone" fa riferimento al criminale giapponese Shōkō Asahara, capo di una setta religiosa, poi riconosciuto come il mandante della strage alla metropolitana di Tokyo del 1995 con il gas sarin.
La canzone presenta un'auto-citazione: la frase «senti come grida il peperone» era già presente nel brano Piattaforma, contenuto nel primo LP del gruppo.
In entrambi i casi la frase è seguita dalla parola «Pam», qui presente come un campionamento dal brano originale.

### Mio cuggino
Il protagonista della canzone racconta di avere un cuggino che ha fatto questo e quello, che è inquietante, che parla coi rutti, e che ha prodotto della menta. In realtà, gli eventi raccontati sono una serie di note leggende metropolitane, con cui questo fantomatico "cuggino" tenta di far colpo sulle altre persone. La canzone fu composta da Rocco Tanica, Faso ed Elio, con lievissimi interventi di Cesareo e Feiez. La melodia su cui sono cantate le strofe è molto simile alla cantilena con cui i bambini sono soliti prendersi in giro.
Il ritornello e il bridge sono in stile funk.
Al brano partecipa il comico Aldo Baglio, membro del trio Aldo, Giovanni e Giacomo. Il videoclip fa pensare a Eraserhead. Il brano fu inoltre eseguito nella puntata di Mai dire Gol trasmessa il 31 marzo 1996.

## Formazione
- Elio - voce
- Rocco Tanica - tastiere, arrangiamenti di fiati
- Faso - basso, arrangiamenti di fiati
- Cesareo - chitarra
- Feiez - sassofono, chitarra ritmica, arrangiamenti di fiati
- Millefinestre - batteria

### Altri musicisti
- T.V.U.M.D.B.:
  - Giorgia - voce aggiuntiva
  - Giuseppe Bonaccorso aka Naco - percussioni
  - Demo Morselli - tromba, arrangiamento di fiati
  - Daniele Comoglio - sassofono
  - Ambrogio Frigerio - trombone
  - Cristina di Cinisello, Raffaella di Muggiò – consulenti gergo giovanile

- Mio cuggino:
  - Vinnie Colaiuta – batteria
  - Giuseppe Bonaccorso aka Naco - percussioni
  - Demo Morselli - tromba
  - Daniele Comoglio - sassofono
  - Onofrio Cocco, Tenores Di Neoneli - cori sardi